# Bumba
Bumba es un género de arañas migalomorfas de la familia Theraphosidae. Sus especies son originarias de América del Sur.

## Nomenclatura
En el año 2000, Pérez-Miles describió el género Iracema, nombre que ya existía para denominar un pez. Cinco años más tarde, al percatarse de su error, el propio Pérez-Miles cambió el nombre Iracema por el de Maraca, con la poca fortuna que Maraca era también un nombre que ya existía, en este caso para denominar un género de blatodeos. Finalmente, en 2014, Maraca fue sustituido por Bumba, que es el nombre que actualmente se considera correcto.

## Especies
- Bumba cabocla  (Pérez-Miles, 2000) - Brasil
- Bumba horrida  (Schmidt, 1994) - Venezuela, Brasil[5]
- Bumba lennoni  Pérez-Miles, 2014 - Amazonia

## Vegeu
- Llista d'espècies de Theraphosidae